# Конструктор відеоігор
Конструктор ігор — програма, яка поєднує в собі гральний рушій і інтегроване середовище розробки, і, як правило, редактор рівнів, що працює за принципом WYSIWYG. Такі програми значно спрощують процес розробки ігор, роблячи його доступним аматорам-непрограмістам, і можуть бути використані в початковому навчанні програмуванню.
Іноді конструктори ігор обмежені тим чи іншим жанром (наприклад конструктори: аркад, RPG, або квестів). В інших випадках конструктори дозволяють створювати ігри різних жанрів (надаючи розробнику ширші можливості для програмування).
У найпростішому випадку до конструкторів можна віднести готову гру з просунутим редактором ігор (наприклад, Cube або Stratagus). На іншому краї спектру знаходяться класичні системи програмування, орієнтовані на розробку ігор (наприклад, Blitz BASIC).

## 2D-конструктори
- Adventure Game Studio[ru]
- Construct 2
- Construct Classic (Scirra Construct)
- Clickteam Fusion та інші продукти Clickteam
- Game Editor
- Game Maker
- Godot
- J.U.R.P.E. (Java Універсальний Role Playing Engine) — вільний (з відкритим вихідним кодом) рушій для розробки ігор жанру RPG. Ігри на базі Jurpe засновані на системі прокачування персонажа, блукання підземеллями в напівсхематичному вигляді.
- Novashell[ru]
- Scroller Game Creator
- Stencyl[en]
- GDevelop[fr]

Популярністю користується також сімейство японських комерційних конструкторів RPG Maker, орієнтованих на створення RPG-ігор. Також досить відомий інший комерційний конструктор ігор, розроблений, як і RPG Maker, компанією Enterbrain — IG Maker (раніше Action/Indie Game Maker), що являє собою універсальний конструктор 2D ігор з експортом у Windows .EXE, Microsoft XNA template або SWF.

## 3D-конструктори
Доволі популярні різні спеціалізовані конструктори 3D-ігор, — найчастіше для створення FPS. Прикладами 3D-конструкторів ігор є такі програми:
- Gamestudio[en]
- FPS Creator[ru]
- Game Maker
- Clickteam Fusion 2.5 (FireFly)

## Гральні рушії
Гральні рушії не можна назвати конструкторами ігор, це професійні повноцінні середовища для розробки ігор. У їх числі:
- CryEngine
- NeoAxis Engine
- Unreal Engine
- Unity
- Blender Game Engine
- Blitz BASIC

## Інші
Близькі до професійних і напівпрофесійних конструкторів ігор і спеціальні середовища (мови) програмування для використання в шкільній освіті: 2-вимірний Scratch і 3-вимірна Alice (software).
Всі ознаки конструктора ігор має Greenfoot, система для навчання програмуванню на Java.